# Diogen Apolonjanin
Diogen iz Apolonije (* oko 499. pr. Kr., † oko 428. pr. Kr.) ), grčki filozof, Anaksimenov učenik. 
Anaksagorino učenje povezuje s jonskom školom, te smatra kako je zrak pratvar, zajednička supstancija svih tvari beskrajni princip, vječan, nepromjenjiv, svemoćan, sveznajući, savršeno lijep.

## Djela
Od njegova djela "O prirodi" ostalo je tek nekoliko fragmenata.

## Poveznice
- Filozofija
- Anaksagora
- Posrednici
- Anaksagora